# Grand Prix Japonska 2016
Grand Prix Japonska 2016 (oficiálně 2016 Formula 1 Emirates Japanese Grand Prix) se jela na okruhu Suzuka Circuit nedaleko města Suzuka v Japonsku dne 9. října 2016. Závod byl sedmnáctým v pořadí v sezóně 2016 šampionátu Formule 1.

## Kvalifikace
| Poř.                        | No. | Jezdec            | Konstruktér               | Časy v kvalifikaci | Časy v kvalifikaci | Časy v kvalifikaci | Pořadí na startu |
| Poř.                        | No. | Jezdec            | Konstruktér               | Q1                 | Q2                 | Q3                 | Pořadí na startu |
| --------------------------- | --- | ----------------- | ------------------------- | ------------------ | ------------------ | ------------------ | ---------------- |
| 1                           | 6   | Nico Rosberg      | Mercedes                  | 1:31.858           | 1:30.714           | 1:30.647           | 1                |
| 2                           | 44  | Lewis Hamilton    | Mercedes                  | 1:32.218           | 1:31.129           | 1:30.660           | 2                |
| 3                           | 7   | Kimi Räikkönen    | Ferrari                   | 1:31.674           | 1:31.406           | 1:30.949           | 8                |
| 4                           | 5   | Sebastian Vettel  | Ferrari                   | 1:31.659           | 1:31.227           | 1:31.028           | 6                |
| 5                           | 33  | Max Verstappen    | Red Bull Racing-TAG Heuer | 1:32.487           | 1:31.489           | 1:31.178           | 3                |
| 6                           | 3   | Daniel Ricciardo  | Red Bull Racing-TAG Heuer | 1:32.538           | 1:31.719           | 1:31.240           | 4                |
| 7                           | 11  | Sergio Pérez      | Force India-Mercedes      | 1:32.682           | 1:32.237           | 1:31.961           | 5                |
| 8                           | 8   | Romain Grosjean   | Haas-Ferrari              | 1:32.458           | 1:32.176           | 1:31.961           | 7                |
| 9                           | 27  | Nico Hülkenberg   | Force India-Mercedes      | 1:32.448           | 1:32.200           | 1:32.142           | 9                |
| 10                          | 21  | Esteban Gutiérrez | Haas-Ferrari              | 1:32.620           | 1:32.155           | 1:32.547           | 10               |
| 11                          | 77  | Valtteri Bottas   | Williams-Mercedes         | 1:32.383           | 1:32.315           |                    | 11               |
| 12                          | 19  | Felipe Massa      | Williams-Mercedes         | 1:32.562           | 1:32.380           |                    | 12               |
| 13                          | 26  | Daniil Kvjat      | Toro Rosso-Ferrari        | 1:32.645           | 1:32.623           |                    | 13               |
| 14                          | 55  | Carlos Sainz Jr.  | Toro Rosso-Ferrari        | 1:32.789           | 1:32.685           |                    | 14               |
| 15                          | 14  | Fernando Alonso   | McLaren-Honda             | 1:32.819           | 1:32.689           |                    | 15               |
| 16                          | 30  | Jolyon Palmer     | Renault                   | 1:32.796           | 1:32.807           |                    | 16               |
| 17                          | 22  | Jenson Button     | McLaren-Honda             | 1:32.851           |                    |                    | 22               |
| 18                          | 20  | Kevin Magnussen   | Renault                   | 1:33.023           |                    |                    | 17               |
| 19                          | 9   | Marcus Ericsson   | Sauber-Ferrari            | 1:33.222           |                    |                    | 18               |
| 20                          | 12  | Felipe Nasr       | Sauber-Ferrari            | 1:33.332           |                    |                    | 19               |
| 21                          | 31  | Esteban Ocon      | MRT-Mercedes              | 1:33.353           |                    |                    | 20               |
| 22                          | 94  | Pascal Wehrlein   | MRT-Mercedes              | 1:33.561           |                    |                    | 21               |
| 107 % času vítěze: 1:38.075 |     |                   |                           |                    |                    |                    |                  |
| Zdroj:                      |     |                   |                           |                    |                    |                    |                  |

Poznámky
1. 1 2  Kimi Räikkönen a Pascal Wehrlein obdrželi trest posunu o 5 míst vzad za neplánovanou výměnu převodovky.
2. ↑  Sebastian Vettel obdržel trest posunu o 3 místa vzad za zavinění kolize v předchozím závodě.
3. ↑  Jenson Button obdržel trest posunu o 35 míst vzad za překročení počtu povolených pohonných jednotek.

## Závod
| Poř.   | No. | Jezdec            | Konstruktér               | Počet kol | Čas/Odstoupení | Pořadí na startu | Body |
| ------ | --- | ----------------- | ------------------------- | --------- | -------------- | ---------------- | ---- |
| 1      | 6   | Nico Rosberg      | Mercedes                  | 53        | 1:26:43.333    | 1                | 25   |
| 2      | 33  | Max Verstappen    | Red Bull Racing-TAG Heuer | 53        | +4.978         | 3                | 18   |
| 3      | 44  | Lewis Hamilton    | Mercedes                  | 53        | +5.776         | 2                | 15   |
| 4      | 5   | Sebastian Vettel  | Ferrari                   | 53        | +20.269        | 6                | 12   |
| 5      | 7   | Kimi Räikkönen    | Ferrari                   | 53        | +28.370        | 8                | 10   |
| 6      | 3   | Daniel Ricciardo  | Red Bull Racing-TAG Heuer | 53        | +33.941        | 4                | 8    |
| 7      | 11  | Sergio Pérez      | Force India-Mercedes      | 53        | +57.495        | 5                | 6    |
| 8      | 27  | Nico Hülkenberg   | Force India-Mercedes      | 53        | +59.177        | 9                | 4    |
| 9      | 19  | Felipe Massa      | Williams-Mercedes         | 53        | +1:37.763      | 12               | 2    |
| 10     | 77  | Valtteri Bottas   | Williams-Mercedes         | 53        | +1:38.323      | 11               | 1    |
| 11     | 8   | Romain Grosjean   | Haas-Ferrari              | 53        | +1:39.254      | 7                |      |
| 12     | 30  | Jolyon Palmer     | Renault                   | 52        | +1 kolo        | 16               |      |
| 13     | 26  | Daniil Kvjat      | Toro Rosso-Ferrari        | 52        | +1 kolo        | 13               |      |
| 14     | 20  | Kevin Magnussen   | Renault                   | 52        | +1 kolo        | 17               |      |
| 15     | 9   | Marcus Ericsson   | Sauber-Ferrari            | 52        | +1 kolo        | 18               |      |
| 16     | 14  | Fernando Alonso   | McLaren-Honda             | 52        | +1 kolo        | 15               |      |
| 17     | 55  | Carlos Sainz Jr.  | Toro Rosso-Ferrari        | 52        | +1 kolo        | 14               |      |
| 18     | 22  | Jenson Button     | McLaren-Honda             | 52        | +1 kolo        | 22               |      |
| 19     | 12  | Felipe Nasr       | Sauber-Ferrari            | 52        | +1 kolo        | 19               |      |
| 20     | 21  | Esteban Gutiérrez | Haas-Ferrari              | 52        | +1 kolo        | 10               |      |
| 21     | 31  | Esteban Ocon      | MRT-Mercedes              | 52        | +1 kolo        | 20               |      |
| 22     | 94  | Pascal Wehrlein   | MRT-Mercedes              | 52        | +1 kolo        | 21               |      |
| Zdroj: |     |                   |                           |           |                |                  |      |

## Průběžné pořadí po závodě
- Tučně jsou vyznačeni jezdci a týmy se šancí získat titul v Poháru jezdců nebo konstruktérů.

Pohár jezdců
|   | Pořadí | Jezdec           | Body |
| - | ------ | ---------------- | ---- |
|   | 1      | Nico Rosberg     | 313  |
|   | 2      | Lewis Hamilton   | 280  |
|   | 3      | Daniel Ricciardo | 212  |
|   | 4      | Kimi Räikkönen   | 170  |
| 1 | 5      | Max Verstappen   | 165  |

Pohár konstruktérů
|  | Pořadí | Konstruktér               | Body |
|  | ------ | ------------------------- | ---- |
|  | 1      | Mercedes                  | 593  |
|  | 2      | Red Bull Racing-TAG Heuer | 385  |
|  | 3      | Ferrari                   | 335  |
|  | 4      | Force India-Mercedes      | 134  |
|  | 5      | Williams-Mercedes         | 124  |